# Hydrelia sericea
Hydrelia sericea är en fjärilsart som beskrevs av Butler 1880. Hydrelia sericea ingår i släktet Hydrelia och familjen mätare. Inga underarter finns listade i Catalogue of Life.